# 全義駅
全義駅（チョニえき）は、大韓民国世宗特別自治市全義面にある、韓国鉄道公社（KORAIL）京釜本線の駅。

## 駅構造
島式ホーム2面4線を有する地上駅。　

## 利用状況
2010年度の1日平均乗車人員は174人、1日平均乗降人員は344人である。

## 駅周辺
- 全義郷校（朝鮮語版）
- ケミコゲ（朝鮮語版）
- 全義初等学校（朝鮮語版）
- 全義中学校（朝鮮語版）
- 全義面事務所

## 歴史
- 1905年1月1日 - 開業。

## 隣の駅
韓国鉄道公社　
京釜本線　
ITX-セマウル
通過
ムグンファ号
天安駅  - 全義駅 - 鳥致院駅 / 五松駅